# Isa (album)
Isa este cel de-al optulea album de studio al formației Enslaved. Este primul album de studio cu Cato Bekkevold și Herbrand Larsen.
Cu acest album Enslaved a câștigat premiul Spellemannprisen (cel mai important premiu muzical din Norvegia) la categoria "Cel Mai Bun Album Metal". Pentru melodia "Isa" s-a filmat primul videoclip al formației. Părerea generală este că acest album reprezintă o maturizare a stilului muzical adoptat, mai exact un amestec de progressive metal caracteristic formațiilor Opeth sau Pink Floyd, black metal prin țipetele ascuțite și utilizarea basului dublu la baterie și viking metal prin versurile inspirate de mitologia nordică. 
Revista Terrorizer a clasat Isa pe locul 26 în clasamentul "Cele mai bune 40 de albume black metal" și pe locul 4 în clasamentul "Cele mai bune 40 de albume ale anului 2004".

## Lista pieselor
1. "Intro: "Green Reflection"" - 00:51
2. "Lunar Force" - 07:03
3. "Isa" - 03:46
4. "Ascension" - 06:45
5. "Bounded By Allegiance" - 06:38
6. "Violet Dawning" - 03:49
7. "Return To Yggdrasil" - 05:39
8. "Secrets Of The Flesh" - 03:36
9. "Neogenesis" - 11:58
10. "Outro: "Communion" (excerpt)" - 00:56

## Personal
- Grutle Kjellson - vocal, chitară bas
- Ivar Bjørnson - chitară
- Ice Dale - chitară
- Cato Bekkevold - baterie
- Herbrand Larsen - sintetizator